# Zygmunt Robaszkiewicz
Zygmunt Robaszkiewicz MSF (* 16. Oktober 1958 in Nietuszkowo, Gmina Chodzież, Polen) ist ein polnischer Ordensgeistlicher und römisch-katholischer Bischof von Mahajanga auf Madagaskar.

## Leben
Robaszkiewicz trat der Ordensgemeinschaft der Missionare von der Heiligen Familie bei und empfing am 11. Juni 1986 die Priesterweihe. Seit 1989 arbeitete er auf Madagaskar.
Am 24. April 2001 ernannte ihn Papst Johannes Paul II. zum Bischof von Morombe. Die Bischofsweihe spendete ihm der Erzbischof von Toliara, Fulgence Rabeony SJ, am 2. September 2001; Mitkonsekratoren waren der Erzbischof von Fianarantsoa, Philibert Randriambololona SJ, und der Bischof von Morondava, Donald Joseph Leo Pelletier MS.
Am 19. November 2022 ernannte ihn Papst Franziskus zum Bischof von Mahajanga. Die Amtseinführung fand am 12. Februar des folgenden Jahres statt.